# Alien Surfgirls
Alien Surfgirls ist eine australische Jugendserie mit Fantasy- und Science-Fiction-Elementen. Sie wurde von 2011 bis 2012 von Jonathan M. Shiff Productions in Zusammenarbeit mit dem ZDF, ZDF Enterprises und dem australischen Sender Network Ten produziert. Die Erstausstrahlung erfolgte am 29. Mai 2012 zunächst in den USA auf dem Sender TeenNick und am 22. Juni 2012 bei Network Ten. In Deutschland begann der Sender KiKA die Ausstrahlung am 9. Juli 2012, bevor sie auch im ZDFtivi gezeigt wurde.

## Handlung
Die beiden Alien-Mädchen Zoey und Kiki landen mit ihrem Raumschiff in Lightning Point, um dort zu surfen. Während ihres Aufenthaltes wird ihr Raumschiff von Piper, dem Hund von Amber, zerstört und die beiden sind gezwungen, vorerst auf der Erde zu bleiben. Zoey und Kiki müssen sich mit ihrer Plasmakarte regelmäßig aufladen. Schließlich vertrauen sich Zoey und Kiki Amber an und erzählen ihr, dass sie Aliens sind und vom Planeten Lumina kommen. Amber hingegen quartiert die beiden Mädchen bei sich ein und erzählt ihrer Mutter, welche Polizistin ist, sie wären entfernte Verwandte ihres Vaters. Kiki verliebt sich in Luca, den besten Freund von Amber, und kommt schließlich auch mit ihm zusammen. Zoey hingegen kommt Lucas Stiefbruder Brandon immer näher. Brandon, der adoptiert ist, kommt auch Zoey immer näher, was vor allem seine Freundin Madison stört. Schließlich trennt sich Brandon von Madison.
Zoey und Kiki versuchen mehrmals, ein Signal nach Lumina zu senden, doch das geht jedes Mal schief. Nach ihrem letzten Versuch, über ein Energiefeld auf dem Zuckerrohrfeld von Lucas Eltern, ein Signal zu senden, verschwindet das Energiefeld, dafür taucht das Segelboot von Brandos leiblichen Eltern auf, mit welchem diese vor 13 Jahren spurlos verschwunden sind. Außerdem erkennt Luca, der schon lange versucht zu beweisen, dass es Aliens gibt, dass Zoey und Kiki Aliens sind. Dadurch kommt es zu einem Bruch zwischen ihm und Kiki. Trotzdem verspricht Luca, das Geheimnis für sich zu behalten. Nachdem Josh, ein früherer Mitschüler Ambers, zurück nach Lightning Point gekehrt ist, werden die beiden ein Paar. Ambers auf Hawaii lebender Vater kommt zu Besuch nach Lightning Point und möchte, dass seine Tochter mit ihm nach Hawaii zieht. Amber ist hin- und hergerissen und entscheidet sich schließlich dagegen. Kiki zeigt Luca, wie die Plasmakarte der Aliens funktioniert, und lässt das Boot von Brandons Eltern verschwinden und wieder auftauchen. Danach ist ein Leuchtturm auf dem Boot, der vorher nicht da war. Da Zoey, Kiki, Amber und Luca vermuten, dass der Leuchtturm irgendwas mit den Außerirdischen zu tun hat, versteckt Luca diesen vor Brandon. Als Brandon den Leuchtturm findet, sendet dieser ein helles Licht aus und spuckt eine Plasmakarte aus.
Zoey sucht vermehrt Brandons Nähe und die beiden werden ein Paar. Als Zoey und Kiki Brandons Plasmakarte in die Finger bekommen, stellen sie feste, dass sie diese nicht bedienen können. Dass Brandon das aber kann, lässt nur den Schluss zu, dass dieser außerirdische DNA hat. Als Brandon bei einem Unfall mit der Plasmakarte in Gefahr gerät, rettet Zoey ihn. Dabei erkennt Brandon, dass Zoey ein Alien ist, und erfährt auch, dass Kiki ebenfalls ein Alien ist. Daraufhin bricht er mit Zoey. Kiki hingegen kommt wieder mit Luca zusammen. Schließlich erfährt Brandon, dass er ein halber Alien ist. Sein Vater kam aus Lightning Point, seine Mutter von Lumina. Zoey, Kiki, Amber, Luca und Brandon finden heraus, dass man mit der Plasmakarte von Brandon ein Raumschiff steuern kann, welches in der Nähe des echten Leuchtturms versteckt ist. Brandon entschließt sich, Zoey und Kiki in seine zweite Heimat zu begleiten. Doch dann entdeckt ihn Ambers Mutter mit der Plasmakarte und nimmt sie ihm ab.
Nachdem die Freunde die Karte zurückgeholt haben, entschließt sich Brandon, zugunsten von Zoey und Kiki, auf der Erde zu bleiben und sein Alien-Dasein aufzugeben. Die Daten seiner Plasmakarte werden auf die Karte von Zoey und Kiki geladen; damit ist Brandons Karte zerstört und er kann sich nicht mehr aufladen. Dann sorgt Brandon mit einem Ablenkungsmanöver dafür, dass Zoey und Kiki ungesehen das Raumschiff enttarnen und in ihre Heimat zurückkönnen. Dabei helfen ihnen Amber und Luca, die traurig auf der Erde zurückbleiben.

## Figuren
Amber MitchellAmber wuchs in Lightning Point auf und ihr Leben war ziemlich normal, bis sie Zoey und Kiki kennenlernte. Seitdem unterrichtet sie die zwei, wie man auf der Erde lebt und handelt. Sie lebt mit ihrer Mutter, die als Sergeant bei der Polizei arbeitet, und ihrem Hund Piper zusammen. Sie ist mit Luca Benedict befreundet, teilt aber nicht seine Besessenheit für Außerirdische. Wenn sie nicht gerade Zoey und Kiki unterrichtet, gibt sie kleinen Kindern Surfunterricht.
ZoeyZoey ist schlauer, wilder und impulsiver als die meisten Menschen auf der Erde. Sie will die Kontrolle über jede Situation, aber das ist auf einem unbekannten Planeten schwierig. Zoey ist von Natur aus ehrgeizig und sie kann nicht widerstehen, eine Herausforderung zum Surfen anzunehmen. Dabei erregt sie die Aufmerksamkeit von Brandon Benedict, aber gleichzeitig den Hass von Brandons Freundin Madison.
KikiKiki ist sensibel und neugierig und ist von Lightning Point fasziniert und genießt alles, was der Ort zu bieten hat. Sie liebt es, in der Natur zu sein, vor allem auf einem Surfbrett. Außerdem will sie die Tiere, die Menschen und auch sonst alles kennenlernen. Kiki will verstehen, was es wirklich bedeutet, ein Mensch zu sein. Kiki hat oft Heimweh nach Lumina, aber als sie Gefühle für Luca entwickelt, wird ihr klar, dass der Aufenthalt auf der Erde doch seine Vorteile hat.
Luca BenedictEr ist ein Außenseiter in Lightning Point, da er nicht surft, aber an UFOs und außerirdisches Leben glaubt. Dies macht ihn zu einem leichten Ziel für Brandon und seine Freunde. Amber ist der einzige Mensch, der Luca wirklich versteht. Die beiden sind seit ihrer Kindheit befreundet, als sie Nachbarn waren. Als Zoey und Kiki ankommen, glaubt Luca, Anzeichen außerirdischer Aktivität gefunden zu haben. Er beschließt, dies weiter zu untersuchen. Als er und Kiki sich näherkommen, wird seine Überzeugung von der Anwesenheit von Aliens stärker. Er weiß nicht, dass Kiki ein Alien ist.
Brandon BenedictBrandon ist der beliebteste Surfer der Stadt, weshalb er eine kleine lokale Berühmtheit ist. Außerdem ist er der beste Surfer, bis Zoey auftaucht. Er ist von ihr sofort begeistert, was seine Freundin Madison nicht erfreut. Er ist der Adoptivbruder von Luca. Er neckt seinen Bruder, weil dieser an UFOs und Aliens glaubt.
MadisonSie hält sich selber für das heißeste Mädchen in Lightning Point und ist deshalb nicht begeistert, dass Zoey und Kiki in der Stadt auftauchen. Madison bekommt immer das, was sie will, und setzt alles daran, die Beliebteste in der Stadt zu sein. Dafür sind ihr alle Mittel recht. Als sie herausfindet, dass zwischen ihrem Freund Brandon und Zoey die Funken sprühen, setzt sie alles daran, Zoey schlecht aussehen zu lassen.

## Produktion
Am 25. August 2010 wurde die Produktion der Serie bekanntgegeben. Es wurden hunderte von Teenagern für die Hauptrollen gecastet, die meisten davon aus Australien. Die Dreharbeiten zur ersten Staffel begannen am 8. November 2011 in den Village Roadshow Studios an der Gold Coast. Im Januar 2013 wurde bekannt, dass es keine zweite Staffel geben wird.

## Besetzung

### Hauptbesetzung
| Schauspieler        | Rollenname       | Folgen | Synchronsprecher        | Kurzbeschreibung                                                                     |
| ------------------- | ---------------- | ------ | ----------------------- | ------------------------------------------------------------------------------------ |
| Philippa Coulthard  | Amber Mitchell   | 1–26   | Leoni Kristin Oeffinger | Beste Freundin von Luca, Zoey und Kiki, Freundin von Josh, Tochter von Olivia        |
| Lucy Fry            | Zoey             | 1–26   | Mareike Fell            | Beste Freundin von Kiki und Amber, Freundin von Brandon                              |
| Jessica Green       | Kiki             | 1–26   | Annabelle Krieg         | Beste Freundin von Zoey und Amber, Freundin von Luca                                 |
| Kenji Fitzgerald    | Luca Benedict    | 1–26   | Jonas Nay               | Bester Freund von Amber, Freund von Kiki, Stiefbruder von Brandon                    |
| Andrew James Morley | Brandon Benedict | 1–26   | Knud Riepen             | Bester Freund von Liam, Freund von Zoey, Ex-Freund von Madison, Stiefbruder von Luca |
| Paige Houden        | Madison          | 2–26   | Stephanie Kirchberger   | Beste Freundin von Gina, Ex-Freundin von Brandon                                     |

### Nebenbesetzung
| Schauspieler         | Rollenname      | Folgen | Synchronsprecher   | Kurzbeschreibung             |
| -------------------- | --------------- | ------ | ------------------ | ---------------------------- |
| Simone Bennett-Smith | Olivia Mitchell | 1–26   | Patricia Rieckhoff | Polizistin, Mutter von Amber |
| Lia Fisher           | Mia             | 1–26   | Ulrike Johannson   | Eigentümerin des Diner       |
| Reece Milne          | Liam            | 2–26   | Tim Kreuer         | Bester Freund von Brandon    |
| Da Yen Zheng         | Gina            | 2–26   | Arlette Stanschus  | Beste Freundin von Madison   |
| Anthony Standish     | Mr. Phillips    | 3–18   | Sascha Draeger     | Lehrer                       |
| Erin Mullally        | Josh            | 15–23  | Tammo Kaulbarsch   | Freund von Amber             |

## Ausstrahlung
Die Serie wird seit dem 29. Mai 2012 auf dem US-amerikanischen Fernsehsender TeenNick ausgestrahlt. In Australien soll die Serie ab dem 22. Juni 2012 auf dem Sender Network Ten ausgestrahlt werden. Während die Serie in den USA unter dem gleichen Titel geführt wird, wird die Serie in Australien unter dem Titel Lightning Point ausgestrahlt.
In Deutschland lief die Serie vom 9. Juli bis zum 6. August 2012 in der Primetime von KiKA. Das ZDFtivi strahlte die Serie ab dem 10. November 2012 aus.

## Episoden
| Nr. | Deutscher Titel               | Originaltitel     | Erstausstrahlung USA | Deutschsprachige Erstausstrahlung (—) | Regie       | Drehbuch       |
| --- | ----------------------------- | ----------------- | -------------------- | ------------------------------------- | ----------- | -------------- |
| 1   | Besuch in Lightning Point     | Wipeout           | 29. Mai 2012         | 9. Juli 2012                          | Colin Budds | David Hannam   |
| 2   | Die Mikrowelle                | Microwave         | 30. Mai 2012         | 10. Juli 2012                         | Colin Budds | Anthony Morris |
| 3   | Notruf ins All                | Wires Crossed     | 31. Mai 2012         | 11. Juli 2012                         | Colin Budds | Simon Butters  |
| 4   | Menschliche Gefühle           | Feelings          | 4. Juni 2012         | 12. Juli 2012                         | Justin He   | Sam Caroll     |
| 5   | Pferdegeflüster               | Good Vibrations   | 5. Juni 2012         | 16. Juli 2012                         | Colin Budds | Anthony Morris |
| 6   | Ungeübt verliebt              | Crushed           | 6. Juni 2012         | 17. Juli 2012                         | Colin Budds | Max Dann       |
| 7   | Blitzentführung               | Alien Abduction   | 7. Juni 2012         | 18. Juli 2012                         | Colin Budds | David Hannam   |
| 8   | Gefährliche Herausforderung   | Risky Business    | 11. Juni 2012        | 19. Juli 2012                         | Colin Budds | Sam Carroll    |
| 9   | Kornkreise                    | The Cane Field    | 12. Juni 2012        | 23. Juli 2012                         | Colin Budds | Simon Butters  |
| 10  | Meine Freunde, deine Freunde  | Circle of Friends | 13. Juni 2012        | 23. Juli 2012                         | Colin Budds | Sam Carroll    |
| 11  | Um Haaresbreite               | Close Encounter   | 14. Juni 2012        | 24. Juli 2012                         | Colin Budds | Max Dann       |
| 12  | Entlarvt                      | Kiki Revealed     | 18. Juni 2012        | 24. Juli 2012                         | Colin Budds | Anthony Morris |
| 13  | Ein Boot im Kornfeld          | Space Ship        | 19. Juni 2012        | 25. Juli 2012                         | Colin Budds | Chris Roache   |
| 14  | Surf-Duell                    | Distracted        | 20. Juni 2012        | 25. Juli 2012                         | Evan Clarry | Anthony Morris |
| 15  | Eine Frage der Schwerkraft    | Poles Apart       | 21. Juni 2012        | 26. Juli 2012                         | Evan Clarry | Simon Butters  |
| 16  | Überraschender Besuch         | Family Ties       | 21. Juni 2012        | 26. Juli 2012                         | Evan Clarry | Max Dann       |
| 17  | Leuchtturm an Bord            | Alien Attraction  | 29. Okt. 2012        | 30. Juli 2012                         | Evan Clarry | Carine Chai    |
| 18  | Geheimnis des Leuchtturms     | See the Light     | 30. Okt. 2012        | 30. Juli 2012                         | Evan Clarry | Sam Carroll    |
| 19  | Weggezappt                    | Vanished          | 31. Okt. 2012        | 31. Juli 2012                         | Evan Clarry | Sam Carroll    |
| 20  | Kraft aus der Erinnerung      | Power Up          | 1. Nov. 2012         | 31. Juli 2012                         | Evan Clarry | Sam Carroll    |
| 21  | Gewitter über Lightning Point | Heartbreak        | 7. Nov. 2012         | 1. Aug. 2012                          | Evan Clarry | Simon Butters  |
| 22  | Streit unter Brüdern          | Connections       | 7. Nov. 2012         | 1. Aug. 2012                          | Evan Clarry | Anthony Morris |
| 23  | Alte Rivalinnen               | Surf’s Up         | 14. Nov. 2012        | 2. Aug. 2012                          | Evan Clarry | Max Dann       |
| 24  | Hochspannung                  | Meltdown          | 14. Nov. 2012        | 2. Aug. 2012                          | Evan Clarry | Sam Carroll    |
| 25  | Eine Stadt auf Alienjagd      | Investigation     | 21. Nov. 2012        | 6. Aug. 2012                          | Evan Clarry | David Hannam   |
| 26  | Eine schwere Entscheidung     | Flight            | 21. Nov. 2012        | 6. Aug. 2012                          | Evan Clarry | Chris Roache   |

## Kritiken
„‹Alien Surfgirls› scheint aufgrund der ersten Folge gefühlte zehn Jahre zu spät zu kommen. Die wenigen Science-Fiction-Elemente und die banale Geschichte dürften selbst für Zuschauer im Teenageralter zu harmlos und lasch sein. Wer in diesem Jahr nicht in den Urlaub fährt, aber auf Meer, Strand und Surfen auch nicht verzichten möchte, darf einen Blick riskieren.“

„Gibt es nur schöne, dünne, langhaarige und sportliche Mädchen in Australien? Anscheinend. Denn wie schon in anderen australischen Teenie-Serien, die auf Ki.Ka laufen, ist diese Besetzung so glatt wie aus einem Photoshop-Lehrbuch. Dass auch noch das Mädchen, das sich über Liebeswirren zwischen seinem festen Freund und der blonden Schönheit aus dem All ärgert, als gemeine Zicke dargestellt wird, ärgert dann wirklich. Etwas weniger Bikinischönheit und mehr freche Girlpower hätte diesem Besuch aus dem All gutgetan.“